# ふなっしー探偵
『ふなっしー探偵 無差別爆破テロ発生! 1300万人の命を守れ! スカッと事件を解決せよ!』（ふなっしーたんていむさべつばくはテロはっせいせんさんびゃくまんにんのいのちをまもれスカッとじけんをかいけつせよ）は、フジテレビ系列で2016年1月7日（木曜日）19:57 - 21:54（JST）に放送された単発スペシャルのテレビドラマ。
ふなっしーの初主演ドラマであり、実在のふなっしーにフィクションの設定を加えた物語が描かれる。また、フジテレビアナウンサーの永島優美は、これがドラマ初出演となる。

## あらすじ
特異なキャラクターで日本中の人気者のゆるキャラ・ふなっしーには、別の顔があった。それは「探偵」。警視庁刑事の平塚平八郎に秘かに協力し、数々の事件を解決に導いてきたのだった。
ある日、都内各所で連続爆破事件が発生、芝臨海警察署宛てに犯行声明が送られてくるが、犯人が名乗った名前「地獄のスノーマン」を聞いた刑事の平塚平助は驚く。
「地獄のスノーマン」とは、30年前に都内で連続爆破事件を起こしながら未だ検挙されていない爆弾魔で、平助の亡き父で警視庁きっての名刑事と呼ばれた平八郎が唯一犯人を捕まえられなかった事件だったからだ。
その後、「地獄のスノーマン」から「爆弾を都内に仕掛け、東京都民1300万人を人質にとった」という内容の爆破予告と共に、爆弾を仕掛けた場所を示した暗号が次々と送り付けられてくる。
平八郎と「地獄のスノーマン」を必ず捕まえると約束した特別な思いを持つふなっしーは、平助と共に暗号を1つずつ解読し、FNS（ふなっしーネットワークシステム）の協力も仰ぎながら、事件の核心に迫っていく。

## キャスト

### 主要人物
ふなっしー
演 - ふなっしー
表の姿は船橋市の非公認ゆるキャラ。しかし、その正体は代々警察家系である平塚家の子孫の相棒となって数々の事件を解決してきた探偵。これまでにも立てこもり事件を鉄球に扮して突撃したり、ハイジャック事件をけが人なしで解決したり、サミットの裏側でスナイパーを撃退と、日本の事件史・現代史の裏側で陰ながら活躍してきた。
子どもには常に優しいが、笑顔を奪う卑劣な犯人は一切容赦無い正義感の塊。必殺技は実際のふなっしー同様「梨汁ブシャー」。
普段はふなっしーがいることによるパニック回避や利便性のため、野球ボール大の梨の姿となっている。また、梨の状態で平助が投げることで、高い所に行ったり、逃げる相手に追いつくことができる。
平塚平助
演 - 児嶋一哉（アンジャッシュ）
芝臨海警察署の刑事。昭和の名刑事と言われた平塚平八郎の息子だが、自身はあまり有能ではなく、馬場課長に嫌味を言われる日々を送る。が、自身は親の威光等を気にせず、マイペースに刑事を勤めている。しかし、親の仇ともいえる爆破事件に関してはふなっしーを遠ざけ、自分自身の手で解決しようとするなど、内なる正義感は決して無いわけではない。
ふなっしーとはある出来事をきっかけに相棒となっているが、現在では家がちっちゃいおっさんを始め多くのゆるキャラに占拠されてしまい、それに愚痴ることも。
少年時代は野球少年であり、必殺技は梨状態のふなっしーを投げる「平塚ストレート」。が、ノーコンである。しかし、最後に北林に向かって投げた時は真っ直ぐ飛んだ。

### 芝臨海警察署
矢島太郎
演 - 松下洸平
平助の後輩刑事。
毛利
演 - 田鍋謙一郎
刑事課係長。都内に家を購入したばかり。
峯岸京子
演 - 永島優美（フジテレビアナウンサー）
芝臨海警察署内の売店店員。平助が想いを寄せるが、それには気づかない天然女子。
島谷源太
演 - 渡辺憲吉
芝臨海警察署署長。犯行予告が届いていたにもかかわらずなぜ動かなかったのかと馬場課長を叱咤する。
馬場課長（馬場智明）
演 - 木下ほうか
刑事課課長で平助の上司。適当な指示を出して自分は現場に行かず、失態の責任は全て部下に押しつけ、手柄は全て自分のものにしようとするイヤミ課長。

### 犯人たち
牧野聖一
演 - 永瀬匡
卓也誘拐事件の主犯格。
西本剣
演 - 大野瑞生
誘拐事件のメンバー。
日置
演 - 髙野光希
誘拐事件のメンバー。

### FNS（ふなっしーネットワークシステム）
日本の治安と子供たちの笑顔を見守るために結成されたネットワークシステムで、ご当地キャラクター・ゆるキャラたちによって構成されている。しかしその存在は公にできないため、密かに平塚家内に本部が設置されている。
- ちっちゃいおっさん
- ちょうせい豆乳くん
- ノッポン兄弟
- カパル
- ぐんまちゃん
- 戸越銀次郎

### その他
北林
演 - 木戸邑弥
卓也と一緒に誘拐される青年。だが、その正体は犯人グループの一員であり、卓也が逃げないよう監視する為、わざと捕まったふりをしていた。仲間達がピンチになると、卓也を人質にとりながら自ら正体を明かし、ふなっしーと平助を追い詰めるも、本領を発揮したふなっしーに返り討ちにされる。仲間達が倒される中、唯一逃亡を図るも平助の平塚ストレートで追い付いたふなっしーに「梨汁ブシャー」を浴びせられて倒れ、他のメンバーと共に警察に逮捕された。
時下卓也
演 - 田中奏生
最初に爆発物が置かれていたくすかわ公園で、逃げる時に転んでしまい、ふなっしーに助けられた男の子。
のちに北林と共に誘拐されてしまう。
時下誠
演 - 清水伸
卓也の父。
地獄のスノーマン
かつて日本中を騒がせた爆弾魔。最初は公園のゴミ箱など規模の小さい爆破が主だったが、次第に規模が拡大。最終的に野球選手のサイン会が行われたホールで大規模な爆発が発生し、多くの死傷者を出した。爆弾の包み紙には爆弾風に描かれた雪だるまの絵が描かれているという共通点がある。
平助の父・平八郎はこの事件を追っていたが、犯人が捕まることはなく迷宮入りとなってしまった。それから数十年が経ち、再び「地獄のスノーマン」名義での爆発事件が起こる。
制服警官
演 - トレンディエンジェル
アクアパーク品川に駆けつけた警察官たち。
ナレーション
渡部建（アンジャッシュ）
その他
浜谷健司（ハマカーン）、バービー（フォーリンラブ）、ゆいP（おかずクラブ）、梅津弥英子（フジテレビアナウンサー）、川瀬南、植田健、三澤和歩、山崎智史、松尾淳一郎、羽里早紀子、川北のん、後藤由依良、高橋珠美子、横尾香代子、稲葉大助、戸畑心、羽佐田絵梨、筧礼、黒澤宏貴、内藤咲愛、長沢裕

## スタッフ
- 脚本：政池洋佑
- 演出：吉村慶介（共同テレビ）
- メインテーマ：木村秀彬
- 劇中暗号文作成：水野圭祐
- 痛快TV スカッとジャパン監修：濱野貴敏、竹村武司
- 警察監修：尾崎祐司
- スタントコーディネート：釼持誠
- 技術協力：バスク
- 美術協力：フジアール
- ロケ協力：東京タワー、エプソン アクアパーク品川、綾瀬ロケーションサービス、あやせ市ブタッコリ〜ロケ隊、熱海市観光推進室、ざまロケーションサービス、小山町フィルムコミッション　ほか
- 企画：情野誠人（フジテレビ）
- プロデューサー：深野和伸、森安彩（共同テレビ）
- 制作：フジテレビ、共同テレビ

## 制作
ドラマは「もしふなっしーが裏で警察とつながっていたら、日本にはもっと笑顔があふれるのでは？」というアイデアから企画された。スタッフはバラエティー番組とドラマ番組の混合チームとなっており、「一番は、とにかくワクワクしていただき、存分に楽しんでいただくこと」を掲げて制作された。なお、作中の暗号解読についてはクイズ番組の作家が参加している。
撮影は2015年12月に集中して行われ、同月における児嶋のスケジュールは本作に20日間取られた。また、格闘シーンに際してふなっしーは跳び蹴りや回し蹴りを練習させられ、暗号解読のシーンは児島とふなっしーのアドリブが多く採用されている。
2016年6月28日にはチバテレで放送された『白黒アンジャッシュ』にふなっしーが出演し、本作の裏話を明かした。それによれば、企画初期の段階ではふなっしーが探偵役という設定こそそのままだったものの相棒にはコラムニストのマツコ・デラックスが予定されており、タイトルも『マツコ・デラックス殺人事件』だったがマツコのNGを経て児島が相棒となったため、この時点でふなっしーは本作のことを「ドッキリだな、と思った」という。なお、マツコは以前からふなっしーに対して温かいコメントを数々出しているうえ、同年10月25日には日本テレビで放送された『月曜から夜ふかし』で初共演を果たし、ふなっしーの活躍に一目置いていることを明かしている。

## 評価
視聴率は6.8%と同時間帯での民放最下位だった（ビデオリサーチ調べ、関東地区・世帯）ことから、インターネット上では低視聴率に絡めて酷評された。しかし、その一方で奇抜な設定や（刑事ドラマとしては）王道の物語は「意外と見応えがある」などとも話題になったほか、作中で子供に接するふなっしーの自然さや児嶋の演技には称賛が寄せられた。

## 書籍
- ふなっしー探偵

扶桑社より2016年8月23日発売。百瀬しのぶ（小説）、なかおけいこ (イラスト) 。ISBN 9784594075385